# Johann Palisa
Johann Palisa (Troppau, 6 de diciembre de 1848 - 2 de mayo de 1925) fue un astrónomo austriaco, nacido en Troppau, en la Silesia austriaca, hoy Opava en la República Checa. Fue un prolífico descubridor de asteroides (un total de 122), desde el (136) Austria en 1874 hasta el (1073) Gellivara en 1923. Algunos de sus descubrimientos notables incluyen 153 Hilda, 216 Kleopatra, 243 Ida, 253 Mathilde, 324 Bamberga y el asteroide cercano a la Tierra 719 Albert. Palisa hizo sus descubrimientos sin la ayuda de la fotografía , y sigue siendo el descubridor de asteroides visual (no fotográfico) más exitoso de todos los tiempos.  Fue galardonado con el Premio Valz de la Academia Francesa de Ciencias en 1906.

## Biografía
De 1866 a 1870, Palisa estudió matemáticas y astronomía en la Universidad de Viena; sin embargo, no se graduó hasta 1884. A pesar de ello, en 1870 era asistente en el observatorio astronómico de la universidad, y un año más tarde obtuvo una plaza en el Observatorio de Ginebra. Cinco años después, con tan solo 24 años, se convirtió en el director del observatorio astronómico de la Marina austriaca en Pula, ciudad hoy croata. Fue allí donde descubrió su primer asteroide, el 18 de marzo de 1874. Durante su estancia en Pula, en 1880, usó un pequeño telescopio refractor para ayudarle en su búsqueda. Descubrió un total de veintisiete planetas menores y un cometa.
En 1883, se unió a una expedición francesa a la Isla Carolina para observar el eclipse solar del 6 de mayo de 1883. Durante la expedición, participó en las observaciones para la búsqueda del hipotético planeta Vulcano, además de recolectar  muestras de insectos para el Museo de Historia Natural de Viena. En memoria de esta expedición, bautizó el asteroide 235 Carolina en honor a la Isla Carolina.
En 1885, Palisa ofreció vender los derechos de nombre de algunos de los planetas menores que descubrió, para financiar sus viajes para observar el eclipse solar del 29 de agosto de 1886.
Palisa y Max Wolf colaboraron para crear el primer atlas estelar creado con placas fotográficas, las Palisa-Wolf Sternkarten, también conocidas como Palisa-Wolf-Star-Maps, publicadas en 1899, 1902 y 1908.  En 1908, Palisa publicó el Sternenlexikon, que cartografiaba el cielo desde las declinaciones de −1° a +19°.  Ese mismo año, asumió la vicedirección del Observatorio de Viena. Se jubiló de sus funciones administrativas en 1919, pero conservó los derechos de observación. Palisa continuó descubriendo asteroides hasta 1923. Falleció el 2 de mayo de 1925.

### Lista de asteroides descubiertos por J. Palisa
| N.º | Nombre asteroide | fecha       | N.º | Nombre asteroide | fecha       | N.º   | Nombre asteroide | fecha       |
| 136 | Austria          | 1874 Mar-18 | 239 | Adrastea         | Ago-18      | 569   | Misa             | 1905 Jul-27 |
| 137 | Meliboea         | Abr-21      | 242 | Kriemhild        | Sep-22      | 583   | Klotilde         | Dic-31      |
| 140 | Siwa             | Oct-13      | 243 | Ida              | Sep-29      | 652   | Jubilatrix       | 1907 Nov-04 |
| 142 | Polana           | 1875 Ene-28 | 244 | Sita             | Oct-14      | 671   | Carnegia         | 1908 Sep-21 |
| 143 | Adria            | Feb-23      | 248 | Lameia           | 1885 Jun-05 | 14309 | Defoy            | Sep-22      |
| 151 | Abundantia       | Nov-01      | 250 | Bettina          | Sep-03      | 687   | Tinette          | 1909 Ago-16 |
| 153 | Hilda            | Nov-02      | 251 | Sophia           | Oct-04      | 688   | Melanie          | Ago-25      |
| 155 | Scylla           | Nov-08      | 253 | Mathilde         | Nov-12      | 689   | Zita             | Sep-12      |
| 156 | Xanthippe        | Nov-22      | 254 | Augusta          | 1886 Mar-31 | 703   | Noemi            | 1910 Oct-03 |
| 178 | Belisana         | 1877 Feb-23 | 255 | Oppavia          | Mar-31      | 710   | Gertrud          | 1911 Feb-28 |
| 182 | Elsa             | 1878 Feb-07 | 256 | Walpurga         | Abr-03      | 711   | Marmulla         | Mar-01      |
| 183 | Istria           | Feb-08      | 257 | Silesia          | Abr-05      | 716   | Berkeley         | Jul-30      |
| 184 | Dejopeja         | Feb-28      | 260 | Huberta          | Oct-03      | 718   | Erida            | Sep-29      |
| 192 | Nausikaa         | 1879 Feb-17 | 262 | Valda            | Nov-03      | 719   | Albert           | Oct-03      |
| 195 | Eurykleia        | Abr-19      | 263 | Dresda           | Nov-03      | 722   | Frieda           | Oct-18      |
| 197 | Arete            | May-21      | 265 | Anna             | 1887 Feb-25 | 723   | Hammonia         | Oct-21      |
| 201 | Penelope         | Ago-07      | 266 | Aline            | May-17      | 724   | Hapag            | Oct-21      |
| 204 | Kallisto         | Oct-08      | 269 | Justitia         | Sep-21      | 725   | Amanda           | Oct-21      |
| 205 | Martha           | Oct-13      | 273 | Atropos          | 1888 Mar-08 | 728   | Leonisis         | 1912 Feb-16 |
| 208 | Lacrimosa        | Oct-21      | 274 | Philagoria       | Abr-03      | 730   | Athanasia        | Abr-10      |
| 210 | Isabella         | Nov-12      | 275 | Sapientia        | Abr-15      | 734   | Benda            | Oct-11      |
| 211 | Isolda           | Dic-10      | 276 | Adelheid         | Abr-17      | 750   | Oskar            | 1913 Abr-28 |
| 212 | Medea            | 1880 Feb-06 | 278 | Paulina          | May-16      | 782   | Montefiore       | 1914 Mar-18 |
| 214 | Aschera          | Feb-29      | 279 | Thule            | Oct-25      | 783   | Nora             | Mar-18      |
| 216 | Kleopatra        | Abr-10      | 280 | Philia           | Oct-29      | 794   | Irenaea          | Ago-27      |
| 218 | Bianca           | Sep-04      | 281 | Lucretia         | Oct-31      | 795   | Fini             | Sep-26      |
| 219 | Thusnelda        | Sep-30      | 286 | Iclea            | 1889 Ago-03 | 803   | Picka            | 1915 Mar-21 |
| 220 | Stephania        | 1881 May-19 | 290 | Bruna            | 1890 Mar-20 | 827   | Wolfiana         | 1916 Ago-29 |
| 221 | Eos              | 1882 Ene-18 | 291 | Alice            | Abr-25      | 828   | Lindemannia      | Ago-29      |
| 222 | Lucia            | Feb-09      | 292 | Ludovica         | Abr-25      | 867   | Kovacia          | 1917 Feb-25 |
| 223 | Rosa             | Mar-09      | 295 | Theresia         | Ago-17      | 876   | Scott            | Jun-20      |
| 224 | Oceana           | Mar-30      | 299 | Thora            | Oct-06      | 902   | Probitas         | 1918 Sep-03 |
| 225 | Henrietta        | Abr-19      | 301 | Bavaria          | Nov-16      | 903   | Nealley          | Sep-13      |
| 226 | Weringia         | Jul-19      | 304 | Olga             | 1891 Feb-14 | 932   | Hooveria         | 1920 Mar-23 |
| 228 | Agathe           | Ago-19      | 309 | Fraternitas      | Abr-06      | 941   | Murray           | Oct-10      |
| 229 | Adelinda         | Ago-22      | 313 | Chaldaea         | Ago-30      | 964   | Subamara         | 1921 Oct-27 |
| 231 | Vindobona        | Sep-10      | 315 | Constantia       | Sep-04      | 975   | Perseveranti     | 1922 Mar-27 |
| 232 | Russia           | 1883 Ene-31 | 320 | Katharina        | Oct-11      | 996   | Hilaritas        | 1923 Mar-21 |
| 235 | Carolina         | Nov-28      | 321 | Florentia        | Oct-15      | 1073  | Gellivara        | Sep-14      |
| 236 | Honoria          | 1884 Abr-26 | 324 | Bamberga         | 1892 feb-25 |       |                  |             |
| 237 | Coelestina       | Jun-27      | 326 | Tamara           | Mar-19      |       |                  |             |

## Eponimia
- En 1935 la Unión Astronómica Internacional (UAI) decidió en su honor llamar Palisa a un astroblema lunar.[9]
- El asteroide (914) Palisana, descubierto por Max Wolf en 1919, también lleva su nombre.[10]